# Жезказган (рудник)
Жезказган (каз. Жезқазған) — древний рудник в Казахстане, расположен в 30 км к западу от города Жезказган. В 1946—1947, 1949 годах исследован Н. В. Валукунским, А. Маргуланом. Древним и средневековым центром Жезказгана был город Милыкудык (Елукудык), который находится в 1 км к югу от стоянки Кресто, на юго-востоке Жезказганского рудника. Обнаружены следы плавки медной руды, железа, золота, серебра, а также остатки жилищных и хозяйственных строений, ремесленных мастерских и складских помещений. На территории Жезказгана выявлены поселения с полуземлянками, относящиеся к бронзовой эпохе. Современные месторождения Кресто, Петро, Покро, Карпиеиский, Раймунд, Златоуст и Таскудык в древние и средние века являлись основными рудниками. Недалеко от Милыкудыка находилось самое богатое месторождение Кресто. Древние рудники Жезказган занимали обширные территории, вплоть до 1 км². Встречаются ямы предназначенные для плавки руд. Размеры ям 4—6 м и более. Находки Жезказгана: наконечники стрел, прищепки, орнаментированные глиняные сосуды.